# Les nains aussi ont commencé petits
Pour plus de détails, voir Fiche technique et Distribution.
Les nains aussi ont commencé petits (Auch Zwerge haben klein angefangen) est un film allemand de Werner Herzog sorti en 1970. 

## Synopsis
Sur une île, alors que le directeur d’un centre de redressement pour nains s'est absenté, les pensionnaires se révoltent. Un groupe de nains agresse la cuisinière Marcella, et l’éducateur du centre de redressement décide de mettre à l'écart leur leader Pepe, en l’attachant sur une chaise. Les nains décident alors d’assiéger l’éducateur dans son bureau en le privant de téléphone et de voiture. Malgré ses menaces et ses tentatives de retrouver le calme, les nains n'en font qu'à leur tête et vont même jusqu'à vouloir incendier son bureau. 
Le début du film nous montre un des nains enfermé et en plein interrogatoire. L'histoire est racontée par celui-ci et on comprend au fur et à mesure pourquoi les nains se lancent dans de la violence gratuite. L'éducateur, d'un côté, perdrait toute crédibilité à libérer son otage, Pepe. Mais, de l'autre, les nains sont bien décidés à sauver leur chef. Aucun ne peut céder et c'est ce qui pousse les nains à se révolter de plus en plus férocement. À la fin du film, l'éducateur finit par abandonner son bureau et laisser aux nains une emprise totale sur le camp.

## Fiche technique
- Titre : Les nains aussi ont commencé petits
- Titre original : Auch Zwerge haben klein angefangen
- Réalisation : Werner Herzog
- Scénario : Werner Herzog
- Photographie : Thomas Mauch
- Musique : Florian Fricke
- Production : Francisco Ariza
- Pays de production :  Allemagne de l'Ouest
- Langue : allemand
- Format : Noir et blanc - 1,37:1 - Mono - 35 mm
- Durée : 96 minutes
- Dates de sortie :
  - États-Unis : 16 septembre 1970 (Festival du film de New York)

## Distribution
- Helmut Döring : Hombré
- Paul Glauer : l'éducateur
- Gerd Gickel : Pepe
- Gisela Hertwig : Pobrecita
- Hertel Minkner : Chicklets
- Gertrud Piccini : Piccini
- Marianne Saar : Theresa
- Brigitte Saar : Cochina
- Erna Gschwendtner : Azucar
- Gerhard Maerz : Territory
- Alfredo Piccini : Anselmo
- Erna Smollarz : Schweppes
- Lajos Zsarnoczay : Chapparo
- Pepi Hermine : le président

## Production
Le film a été tourné aux îles Canaries, à Lanzarote. Produit à la même époque que Fata Morgana et Die Fliegenden Ärzte von Ostafrika (Les docteurs volants d'Afrique de l'Est), Herzog continue ici avec les mêmes effets visuels et les mêmes thématiques que dans ces deux précédents films. On remarque notamment les lunettes portées par les deux nains aveugles, présentes à plusieurs reprises dans Fata Morgana.
Durant le tournage, Herzog donna des directives précises aux acteurs afin d'obtenir des prestations particulières. Par exemple, il insista pour qu'un acteur ne rie pas et commence à grimacer dès la première scène.
Le tournage fut ponctué d'incidents. Pendant la scène ou l'on voit une voiture sans conducteur tourner en rond, un des acteurs se fit renverser. Dans la scène de l'incendie des fleurs, le même acteur prit feu et Herzog dut se précipiter pour éteindre les flammes. L'acteur fut victime de brûlures légères. Après ces deux accidents, Werner Herzog promit aux acteurs qu'il n'y aurait plus de scène de feu (il supprima la scène dans laquelle un nain devait se jeter dans un cactus et jura de se jeter lui-même dedans à la fin du tournage). Il tint sa promesse et déclara que « en sortir était plus compliqué que de s'y jeter ».

## Distinctions
Le film a été présenté à la Quinzaine des réalisateurs, en sélection parallèle du festival de Cannes 1970.